# Fort Jaigarh

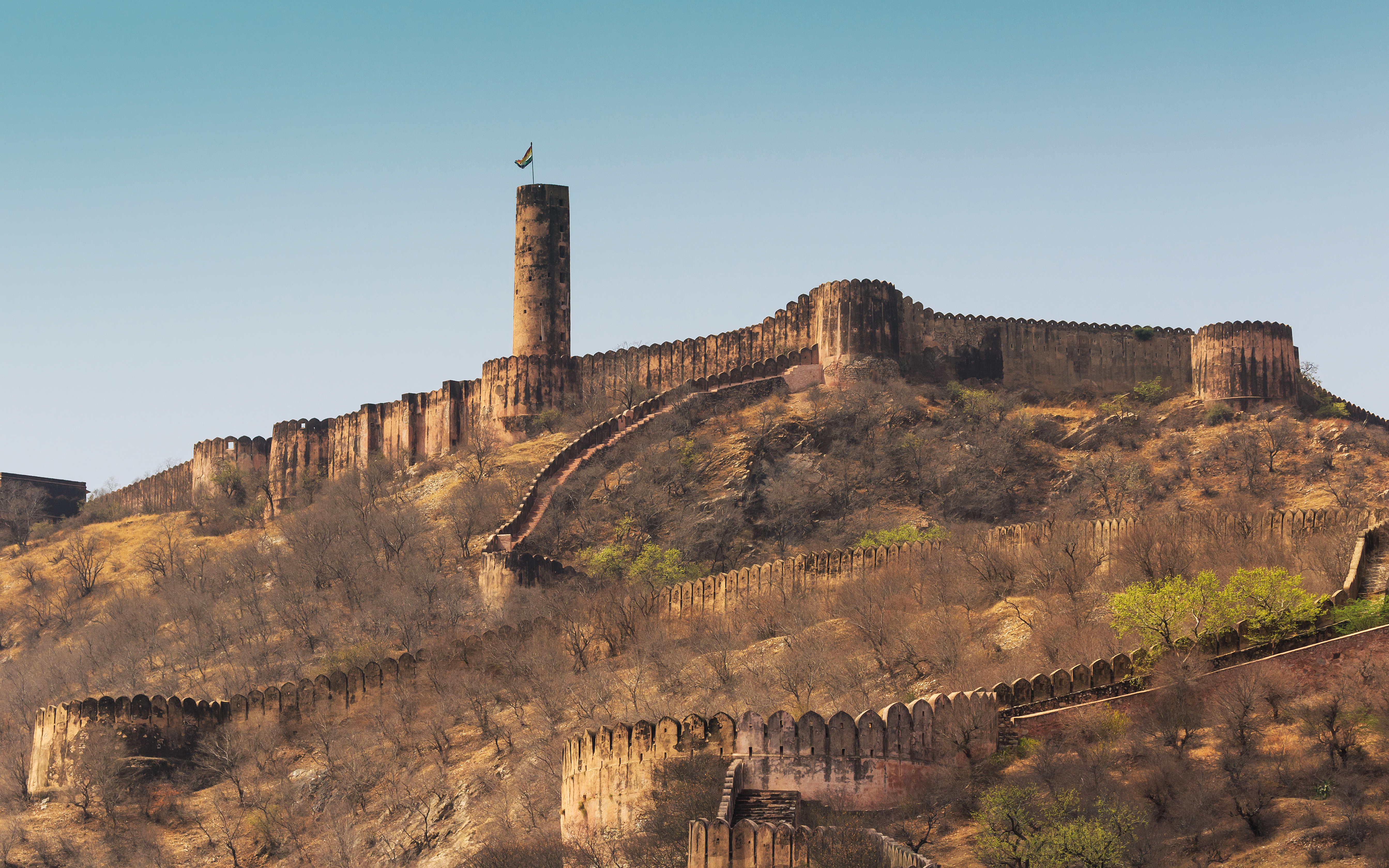
Fort Jaigarh

Fort Jaigarh (Hindi: जयगढ़ क़िला) ist eine militärische Festung auf einem Felsvorsprung namens „Cheel ka Teela“ (Adlerhügel) im Aravalligebirge. Es liegt oberhalb des Fort Amber und des Maota-Sees in der Nähe von Jaipur im Bundesstaat Rajasthan in Indien. Das Fort wurde unter der Herrschaft von Jai Singh II. im Jahr 1726 zum Schutz des Fort Amber und seiner Palastbauten errichtet.
Die widerstandsfähige Festung, die in ihrer Struktur dem Fort Amber ähnelt, ist auch unter dem Namen „Fort des Sieges“ bekannt.

## Architektur

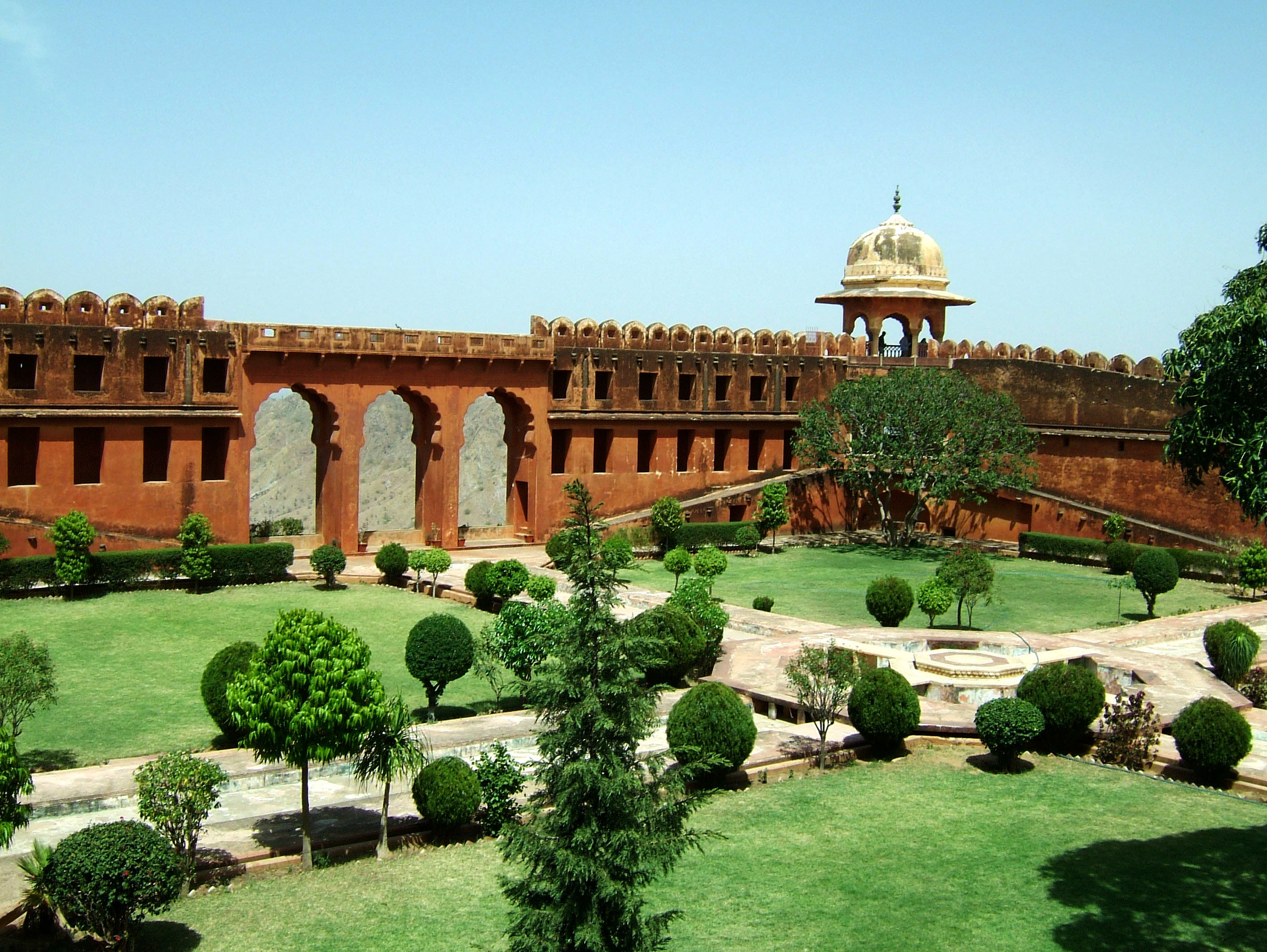
Haupthof der Festung

Fort Jaigarh ist drei Kilometer lang und einen Kilometer breit. Es ist eines der größten und am besten erhaltenen Forts in Rajasthan. Die Anlage umfasst einen Palastkomplex (Laxmi Vilas, Lalit Mandir, Vilas Mandir und Aram Mandir), ein Arsenal und ein Museum sowie Tempel. Das Fort verfügt außerdem über Kasernen, Vorratskammern, eine Waffenkammer, ein Pulvermagazin und die für eine Belagerung notwendigen Wasservorräte. Das Fort Jaigarh bildet eine Einheit mit dem Fort Amber, mit dem es durch ein Netz von unterirdischen oder überdachten Gängen verbunden ist. Während das Fort Amber mehr als palastartige Wohnanlage der Herrscherfamilie diente, wurde das Fort Jaigarh als militärische Festung zum Schutz der Palastanlage konzipiert. Es enthält zwar auch alle Elemente eines Palastes wie Wohnbereiche und Empfangshallen, beinhaltet aber deutlich mehr Kasernen und Wehranlagen. Bis heute kann die Kanonengießerei des Forts von Touristen besichtigt werden.

## Kanone als Touristenattraktion

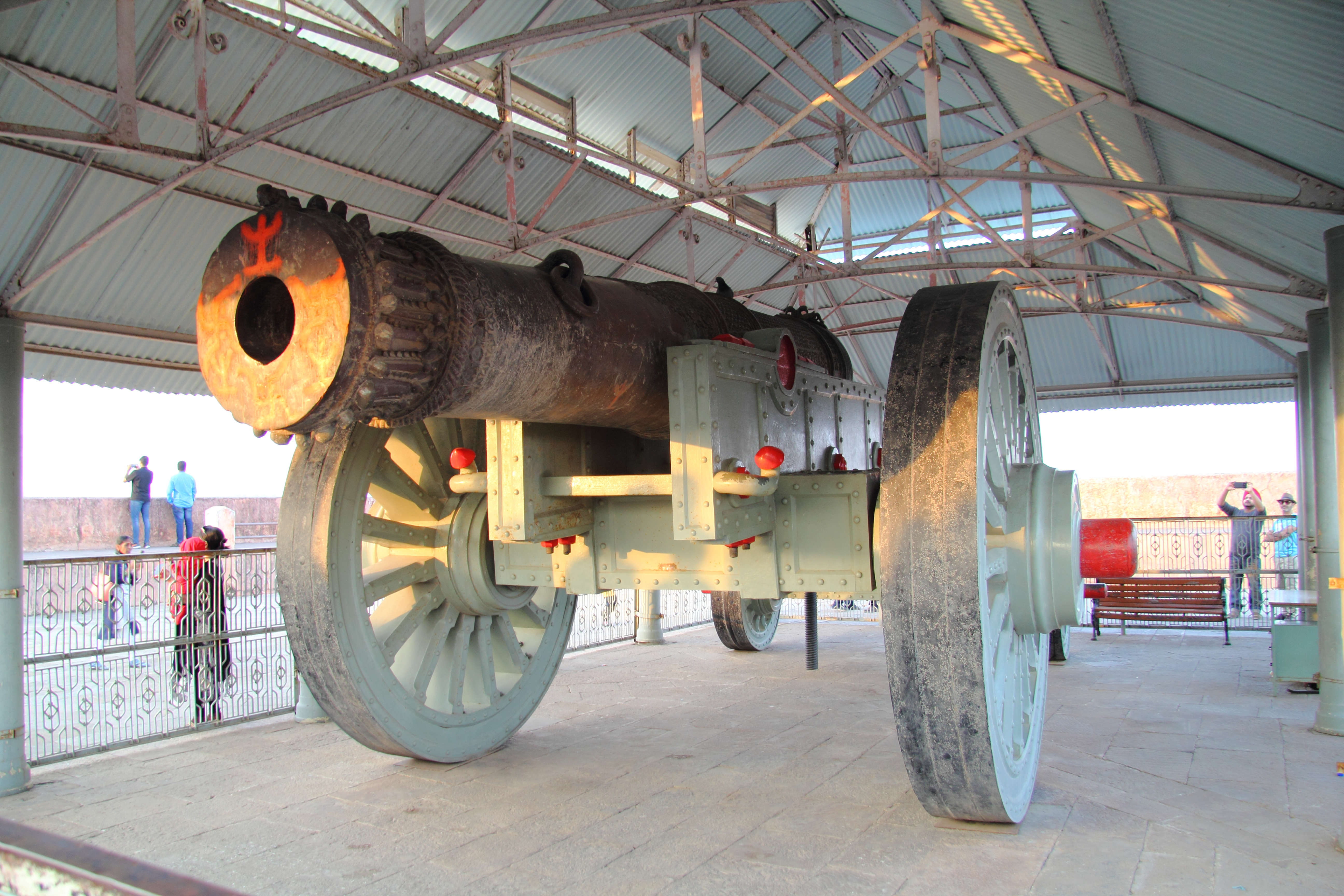
Die Kanone "Jaivana"

Eine Kanone mit Namen „Jaivana“ wird auf dem Gelände des Forts in einem speziellen Pavillon ausgestellt. Sie wurde im Jahre 1720 in der Kanonengießerei des Forts gefertigt und war damals die weltgrößte Kanone auf Rädern. Das 50 Tonnen schwere Geschütz ruht auf sechs massiven Rädern, von denen jedes einen Durchmesser von etwa 2,70 Metern hat. Die Kanone ist rund 9,50 Meter lang, das Rohr hat eine Länge von über sechs Metern. Vier Elefanten wurden benötigt, um die Kanone auf das Ziel auszurichten. Es wird berichtet, dass die Kanone nur einmal für einen Probeschuss abgefeuert wurde. Die 50 Kilogramm schwere Eisenkugel, die von einer 100-Kilogramm-Treibladung beschleunigt worden war, erzeugte in vielen Kilometern Entfernung eine große Vertiefung, in der sich heute ein Teich befindet. Die Kanone ist bis heute eine beliebte Touristenattraktion im Fort Jaigarh.